# Macey Cruthird
Macey Cruthird est une actrice américaine née le 12 novembre 1992  à Baytown dans le Texas. Elle est surtout connue pour son rôle, Hayley Shanowski dans la série sitcom, La Star de la famille.

## Carrière
Macey a grandi dans le Texas mais à l'âge de 10 ans, elle est partie vivre à Los Angeles en Californie pour poursuivre une carrière d'actrice. Elle a joué dans deux épisodes de Warner Brothers avant de rejoindre le casting de la série sitcom La Star de la famille. Elle a notamment fait plusieurs publicités pour McDonald's ou encore Toyota.
En 2005, elle a fait son premier film indépendant, Come Away Home. Dans ce film, elle a joué auprès de sa meilleure amie, Jordan-Claire Green.
Macey est actuellement dans une autre série sitcom, Deeply Irresponsible.

### Télévision

#### Séries télévisées
2011  : Mon oncle Charlie (saison 9) : Megan